# Église Saint-Jacques d'Alep
L'église Saint-Jacques (en arménien: Սուրբ Յակոբ Եկեղեցի ; Sourp Hagop) est une église apostolique arménienne située dans le nord-ouest du centre de la ville d'Alep en Syrie, rue Al-Iman, en plein quartier arménien. Elle est consacrée en 1943 et agrandie en 1962.
La bénédiction de la première pierre a lieu le 3 juin 1934, alors que l'archevêque est Mgr Ardavazt Surmeyan. La parcelle de terrain mesure 750 m2 et a été offerte[précision nécessaire] à la communauté catholique arménienne par le consul général d'Italie à Alep, Giorgio Marcopolli. Toutefois, les travaux de construction ne débutent qu'en 1940 et la consécration de la petite église n'a lieu qu'en 1943. Elle est vouée à saint Jacques de Nisibe.
L'église est agrandie en 1962 et elle se trouve désormais entourée d'un grand terrain et surmontée d'un clocher. Elle est restaurée en 1988-1989.

### Note
- (en) Cet article est partiellement ou en totalité issu de l’article de Wikipédia en anglais intitulé « Surp Hagop Church » (voir la liste des auteurs).